# Alonso Rodríguez de Valladolid
Alonso Rodríguez (Valladolid, 1526 - Sevilla, 21 de febrero de 1616) fue un escritor y teólogo jesuita español, denominado Alonso Rodríguez de Valladolid para diferenciarlo de su homónimo contemporáneo, el santo Alonso Rodríguez de Segovia.

## Biografía
Nació en Valladolid en 1526, en el entorno de la plaza del Ochavo, donde una placa recuerda su nacimiento. A los 20 años de edad entró en la Compañía de Jesús. Después de completar sus estudios, fue profesor de teología moral en el colegio de Monterrey (Orense) durante doce años, fue maestro de novicios durante doce años más y rector durante otros diecisiete. Posteriormente fue padre espiritual en Córdoba durante once años. Como maestro de novicios tuvo a su cargo al teólogo Francisco Suárez. Durante el ejercicio de estos encargos se caracterizó por su cuidado, diligencia y caridad. Falleció en Sevilla el 21 de febrero de 1616.

## Obra
Fue autor de la obra Ejercicio de perfección y virtudes cristianas, basada en los materiales recogidos de sus exhortaciones espirituales a sus hermanos religiosos y publicada por deseo de sus superiores. A pesar de ser un libro indicado inicialmente para la vida religiosa, lo destinó también para la formación de los laicos; se trata de una obra lejana de misticismos y especulaciones, con instrucciones prácticas sobre las virtudes orientadas para llevar una vida cristiana. Tuvo gran popularidad, con más de veinticinco ediciones completas publicadas en castellano, más de dieciséis en francés, más de veinte en italiano, más de diez en alemán y más de ocho en latín; el libro ha sido traducido a la mayoría de las lenguas europeas y a muchas del este.